# 趙帰真
趙 帰真（ちょう きしん、? - 846年）は、唐代武宗時期の道士。左僕射の李徳裕と共に、会昌の廃仏で武宗に関与した人物である。

## 経歴
841年（会昌元年）、かねてからの排仏論者であった武宗は、81名の道士を宮中に召し、金籙斎の道場を建てた。その際、召集された諸道士の筆頭となったのが、趙帰真であった。以後、武宗は、宮中の三殿に九仙玄壇を建てて、そこに臨んで法籙を親授された。当然、その際の導師も、趙帰真であった。
以後、武宗は、趙帰真を身近に置いて、師事するようになった。道士であった趙帰真も、排仏論者であり、帝に仏教の廃毀を上進し、僧侶との帝前での対論を求めた。
844年（会昌4年）、武宗は望仙楼を宮中に建て、そこに道士を召集して道教に関する談論を行なった。それを、諌官が誡めたので、その件で宰相の李徳裕にも諮問した所、李徳裕も趙帰真を遠ざけることを進言した。
翌年、麟徳殿で、僧の知玄法師との対論が実現した。趙帰真は、知玄を論破し得ず、帝を煽動して廃仏に踏み切らせた。会昌の廃仏（845年）である。武宗の崩御の後、宣宗が即位し、復仏を宣言すると、趙帰真は、捕縛されて斬殺された。

## 伝記資料
- 『仏祖統紀』巻42